# Randvere (Saaremaa)
Koordinaten: 58° 24′ N, 23° 0′ O
Randvere ist ein Dorf (estnisch küla) auf der größten estnischen Insel Saaremaa. Es gehört zur Landgemeinde Saaremaa (bis 2017: Landgemeinde Laimjala) im Kreis Saare. Randvere ist nicht zu verwechseln mit Suur-Randvere, das ebenfalls auf der Insel Saaremaa liegt und von dem ein Teil bis 2017 Randvere hieß.
Das Dorf hat 22 Einwohner (Stand 31. Dezember 2011). Es liegt 34 Kilometer nordöstlich der Inselhauptstadt Kuressaare.

## Persönlichkeiten
1880 wurde in Randvere der estnische Sprachwissenschaftler und Schriftsteller Johannes Aavik geboren. Für einige seiner Werke nutzte er das Pseudonym Juhan Randvere. Zu seinem einhundertsten Geburtstag 1980 wurde an seinem Geburtsort ein von Aulik Rimm gestalteter Gedenkstein enthüllt.